# Montesquieu (rose)
Pour les articles homonymes, voir Montesquieu.
'Montesquieu' est un cultivar de rosier obtenu en 1959 par le rosiériste espagnol  Pedro Dot et son fils Simon. Il est issu du croisement 'Loli Creus' x 'Tahiti' (Meilland, 1947). Il rend hommage au philosophe français Montesquieu.

## Description
Ce rosier hybride de thé se présente comme un arbuste de 100 cm de hauteur au port érigé et au feuillage vert clair brillant. Ses fleurs sont d'un rose profond, ombragé de carmin. Elles sont doubles (45 pétales) et fort parfumées. La floraison la plus importante a lieu à la fin du printemps et au début de l'été, puis continue de manière dispersée jusqu'à la fin de la saison. 
La zone de rusticité est de 6b à 9b ; il supporte donc les hivers rigoureux.
Ce rosier ne doit pas être confondu avec le rosier grimpant 'Anatole de Montesquiou' (Van Houtte, 1860) aux petites fleurs blanches.